# Tayliah Zimmer
Tayliah Zimmer (Australia, 24 de mayo de 1985) es una nadadora australiana retirada especializada en pruebas de estilo espalda corta distancia, donde consiguió ser medallista de bronce mundial en 2007 en los 50 metros.

## Carrera deportiva
En el Campeonato Mundial de Natación de 2007 celebrado en Melbourne ganó la medalla de bronce en los 50 metros estilo espalda, con un tiempo de 28.50 segundos, tras la estadounidense Leila Vaziri  (oro con 28.16 segundos que fue récord del mundo) y la bielorrusa Aliaksandra Herasimenia  (plata con 28.46 segundos).